# Радуга (картина Айвазовского)
Иван Константинович Айвазовский написал за свою долгую жизнь около шести тысяч картин. На протяжении более чем шестидесяти лет развития русского искусства одну из постоянных позиций в жанровом репертуаре занимали морские пейзажи Айвазовского. Он был и остался художником одной темы, одного мотива; достигнув совершенства внутри поставленных себе рамок, он их практически не преступал. «Радуга» стала ответом Айвазовского на обвинения со стороны критики в том, что его «импровизационная» манера написания картин несовременна, а дарование иссякает. Это произведение, созданное в 1873 году, ознаменовало новый этап в творчестве живописца. На первый взгляд, перед нами — типичное для Айвазовского изображение «кораблекрушения». Но с другой стороны, эта работа очень отличается от предыдущих его полотен. Не отказываясь от своих позиций, Айвазовский тем не менее подвергает их пересмотру и модернизации — особенно это касается колористического решения картины. Вместо насыщенных ярких красок на ней — оттенки более сдержанные, тонко разработанные. Здесь гораздо меньше «выдуманности». Несмотря на очевидную романтичность, эта работа отличается несомненным уклоном в сторону реализма. «Радуга» написана художником в 1873 году в возрасте 56 лет.

## Сюжет

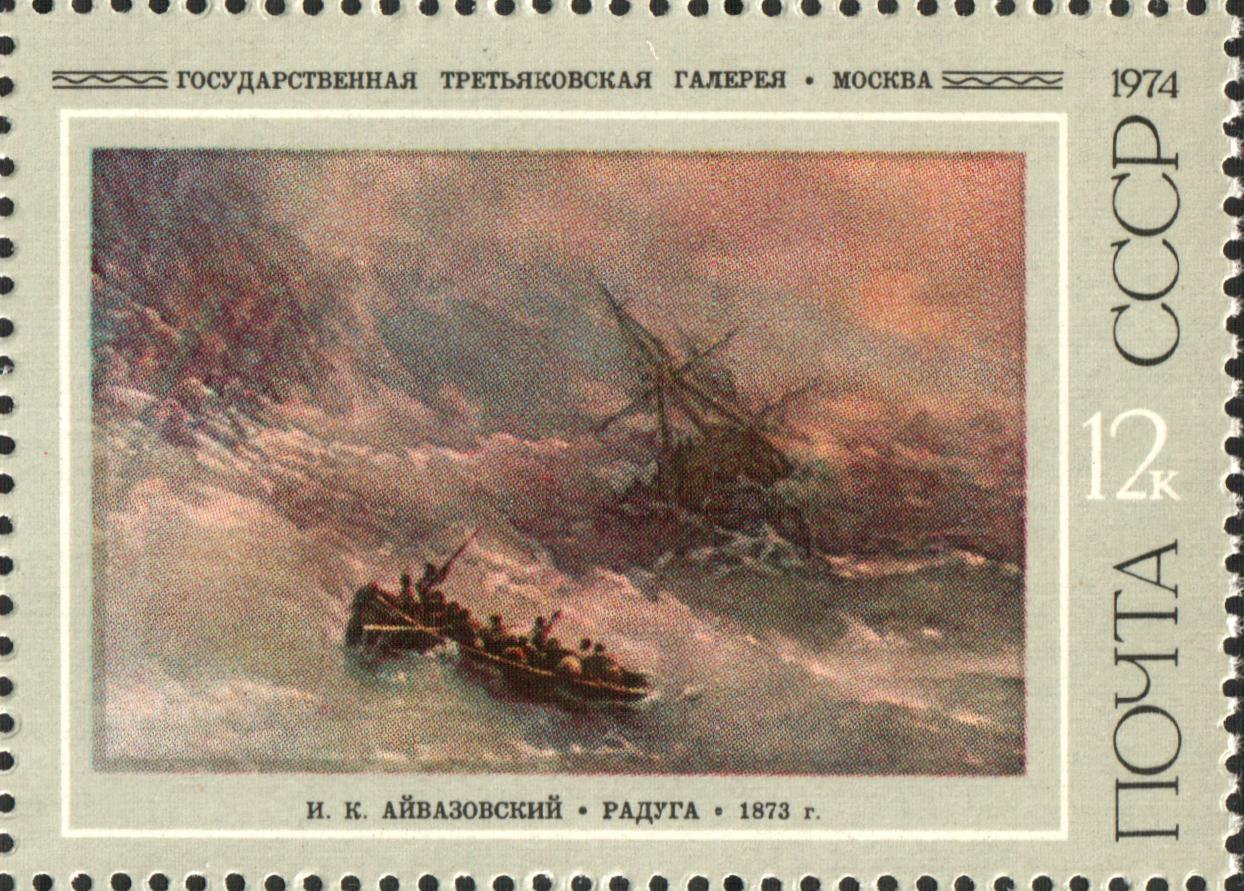
Картина на почтовой марке СССР, 1974 год.

В сюжете картины — бушующее море с гибнущим кораблем у скалистого берега.
Изобразив бурю, Айвазовский написал её так, будто сам находился в шлюпке посреди разгула грозной стихии.
Ветер срывает водяную пыль с гребней бушующих волн. Сквозь вихрь едва заметны очертания скалистого берега и силуэт тонущего корабля. Мачты судна целы, паруса не спущены — возможно, не буря, а подводный риф стал причиной крушения.
Моряки пытаются спастись на шлюпках, скользящих по воде. Кормчий указывает направление, в котором следует плыть. Люди измучены борьбой со стихией. Они откинулись к бортам, дабы сохранить силы, чтобы со временем сменить гребцов. Уныние моряков сменяется оживлением. На небе появляется радуга, обещающая спасение. Она мерцает, как мираж, то исчезая, то возникая вновь, — чарующая, призрачная. Волны утихают и уже не несут былой опасности.

## Цветовое решение
Красочная гамма картины, живописное выполнение были явлением совершенно новым в русской живописи семидесятых годов XIX века.
Передний план отличается от заднего как эмоциональным настроением, так и цветовой гаммой. Напряжение постепенно сменяется спокойными, светлыми оттенками голубых, зелёных, лиловых и розовых тонов. Поток солнечного света лег радугой на воду, тем самым придав колориту картины многокрасочную расцветку.